# Parque nacional de Samárskaia Luka
El parque nacional de Samárskaia Luka (en ruso: Самарская Лука национальный парк) cubre la mayor parte de la península formada por la curva de 180 grados del río Volga a medida que fluye alrededor de los Montes Zhigulí, cerca de las ciudades de Samara y Zhiguliovsk en el distrito administrativo (raión) de Stavropolski del óblast de Samara. La orilla norte de la curva está en el embalse de Kúibyshev, en el lado sur está el embalse de Sarátov y en el norte limita con la reserva natural de Zhigulí. El parque es importante desde el punto de vista cultural debido a su centralidad para una variedad de pueblos que se remontan a la antigüedad, y por su valor científico como resultado de la biodiversidad de su variedad de hábitats cercanos. El territorio es parte de la Biosfera del Complejo Volga Medio.

## Topografía
El parque está ubicado en la zona de encuentro de dos regiones geológicas: las Tierras Altas del Volga y las Tierras Bajas del Bajo Volga. En la meseta del Volga, una región de colinas en la llanura de Europa del Este, el parque se encuentra en el borde noreste. Al otro lado del Volga, en la margen izquierda, se encuentran las Tierras Bajas del Volga, una depresión tectónica de arcilla y arena que queda del antiguo Mar Caspio. Los embalses de Kúibyshev y Sarátov del Volga forman los límites norte y sur del parque.

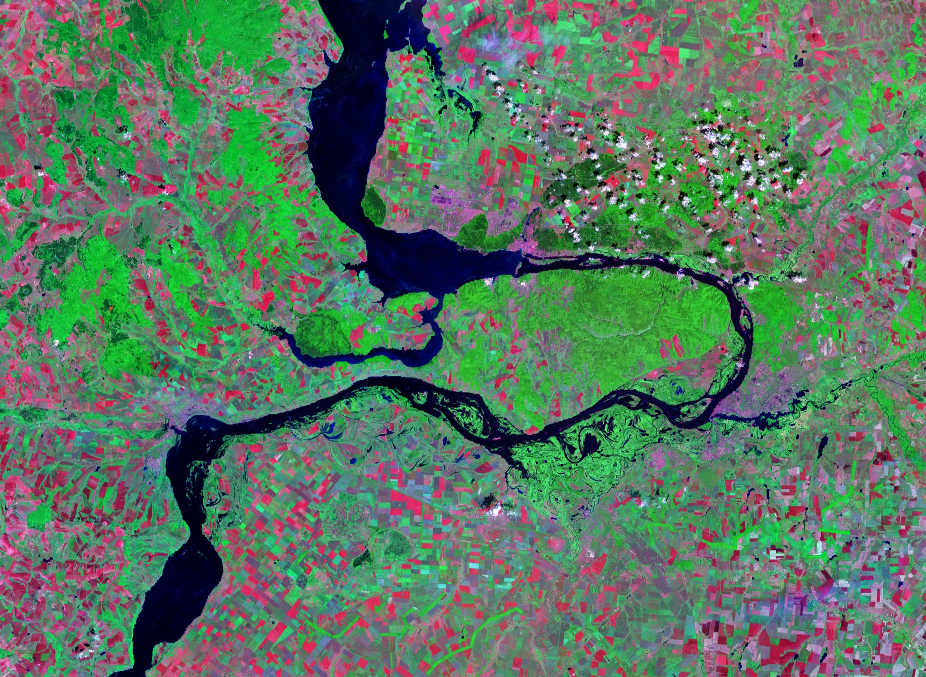
La curva de Samara del río Volga. El Parque Nacional Samárskaya Luka (color falso) cubre toda la península, excepto la sección norte central (verde completa), que es la reserva natural de Zhigulí

La Curva de Samara alrededor de los Montes Zhigulí tiene casi 200 km de longitud. El Zhigulí, y la mayor parte del lecho rocoso del parque, es una formación kárstica (piedra caliza), con un promedio de unos 300 metros de altura. Alrededor del 18 % del parque nacional se encuentra en la zona montañosa de Zhigulí al norte, el 8 % se encuentra en las llanuras aluviales del Volga al sur y el resto es bosque y estepa forestal. En la parte este del parque, la meteorización de la piedra caliza ha dejado más de 500 cráteres de más de 1 a 100 metros de ancho y de 1 a 20 metros de profundidad.

## Ecorregión y clima
Samarskaya Luka se encuentra en la ecorregión del bosque estepario de Europa oriental (WWF ID#419), una zona de transición entre los bosques de hoja ancha del norte y las praderas del sur, que atraviesa el centro de Europa del Este desde Bulgaria hasta Rusia. Esta ecorregión de estepa forestal se caracteriza por un mosaico de bosques, estepas y humedales ribereños.
El clima característico del parque es clima continental húmedo, con veranos cálidos (clasificación climática de Köppen (Dfb)). Este clima se caracteriza por grandes oscilaciones de temperatura, tanto diurnas como estacionales, con veranos suaves e inviernos fríos y nevados. El mes más frío es enero (-10 C en promedio); el mes más cálido es julio (+20 C). La precipitación media es de 556 mm. El período libre de heladas es de 156 días. Los vientos predominantes son del suroeste.

## Flora y fauna
Debido a la complejidad y centralidad de los hábitats, la biodiversidad es alta. Las comunidades de plantas incluyen especies caracteristícas de la estepa de Europa del Este, bosques de pino de estepa, bosques caducifolios de Europa del Este, pastizales y llanuras aluviales. Se han registrado más de 1500 especies de plantas vasculares en los límites del parque. Los árboles son casi todos de hoja caduca, el 97 %, siendo los tilos, robles y abedules los más comunes. El 3 % de coníferas se encuentra en pequeños rodales de pino silvestre disperso que se encuentran en las laderas más altas y en piedra caliza.

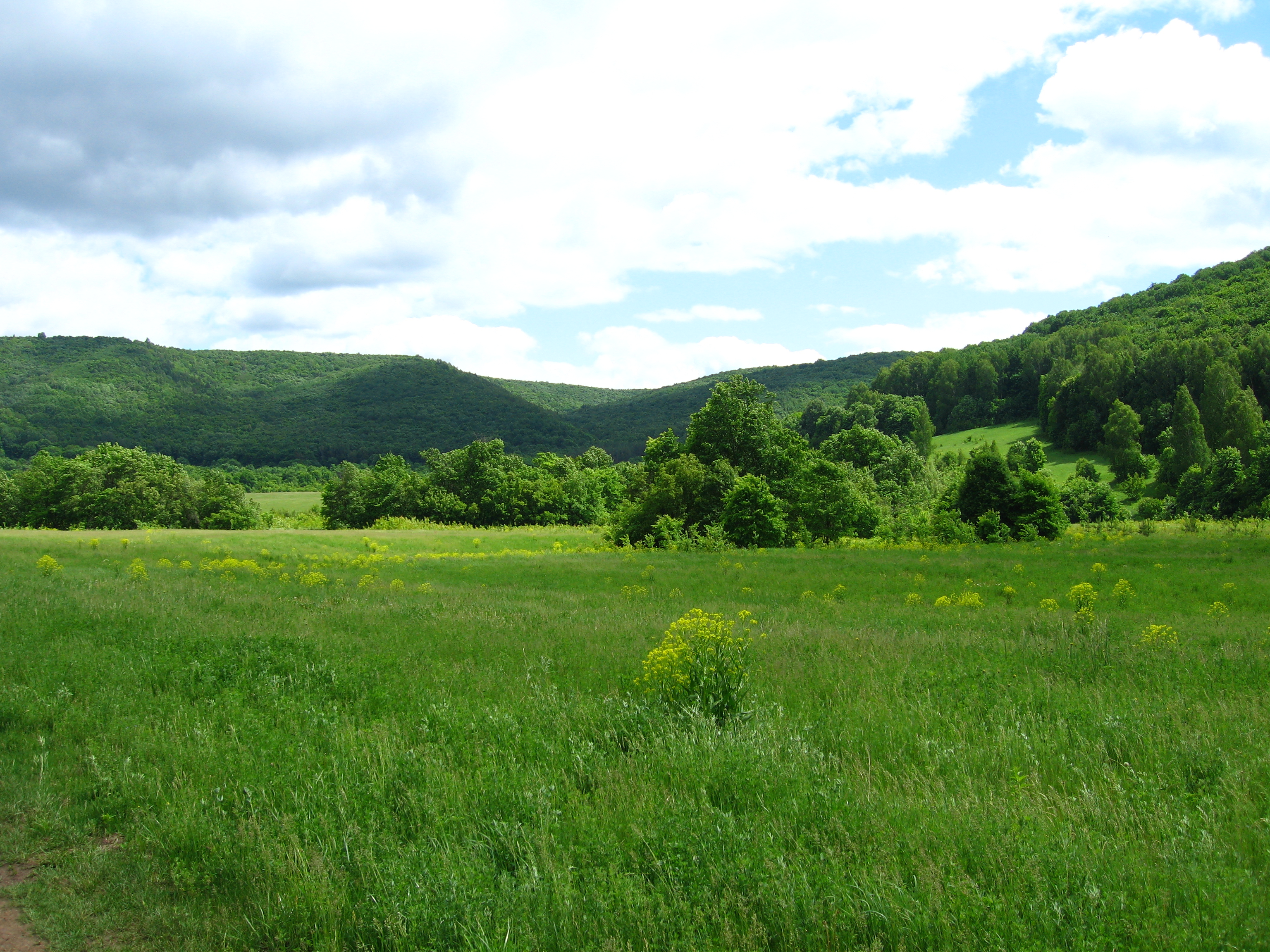
Zhiguli hills, en el sector noreste
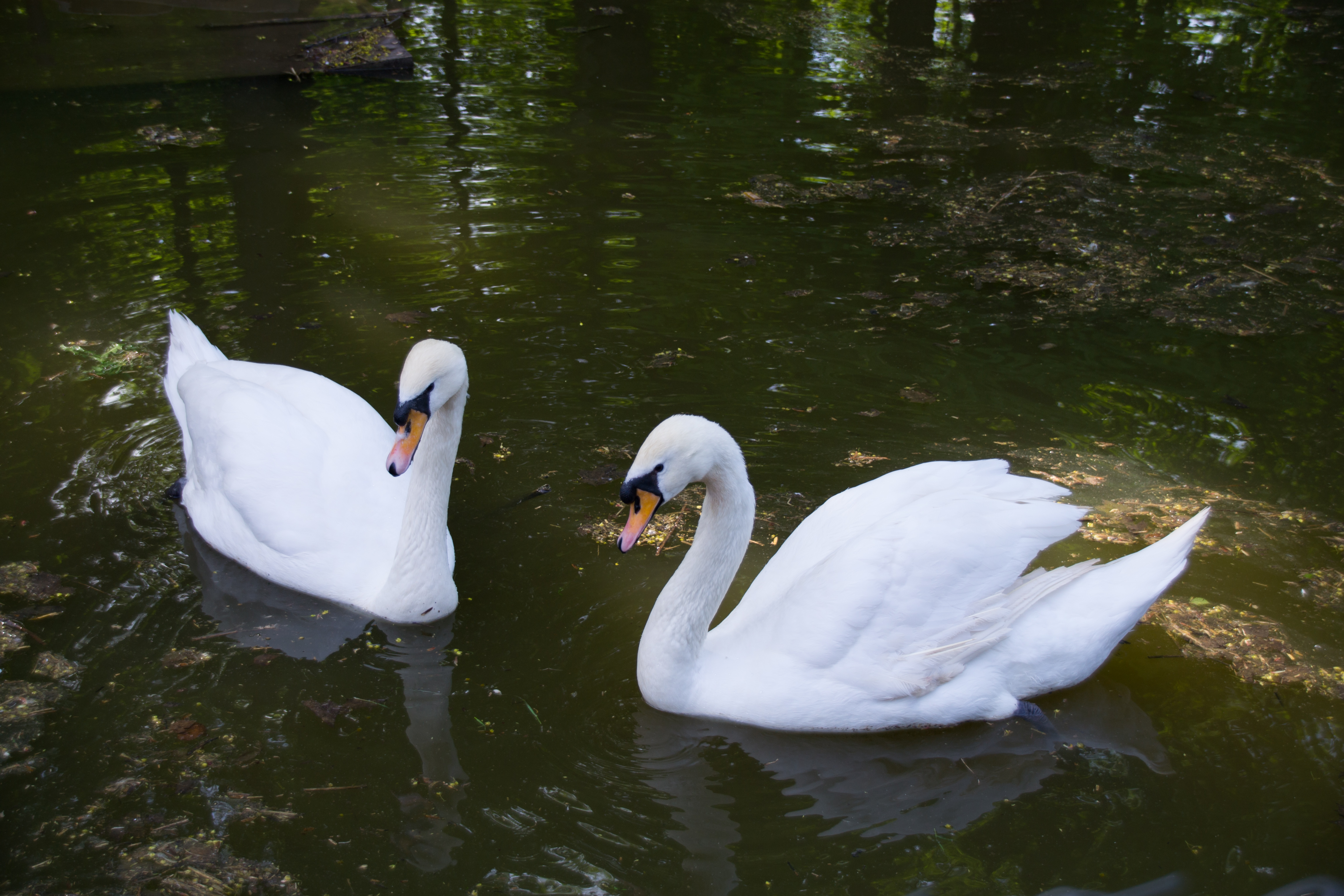
Cisnes blancos
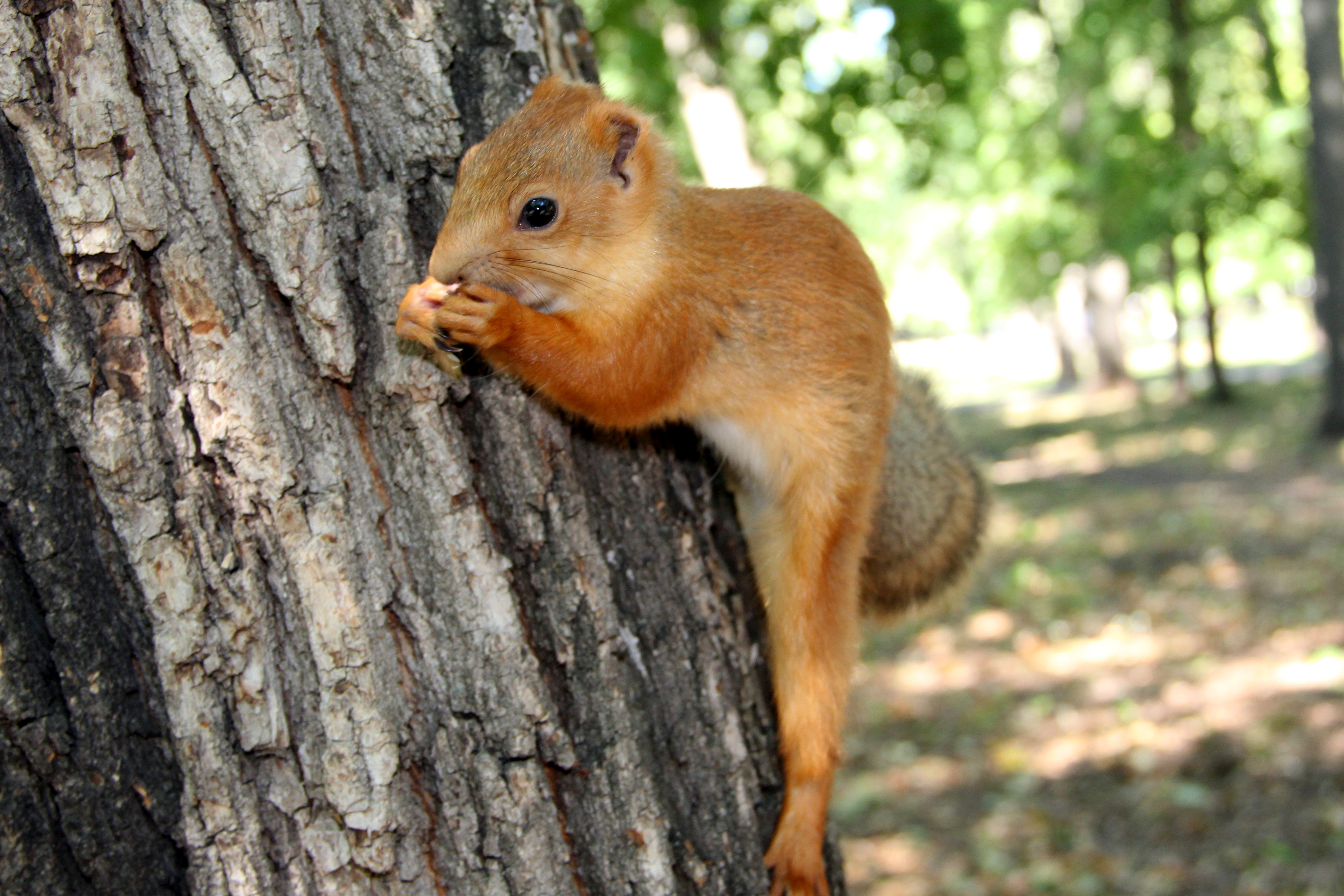
Una ardilla roja
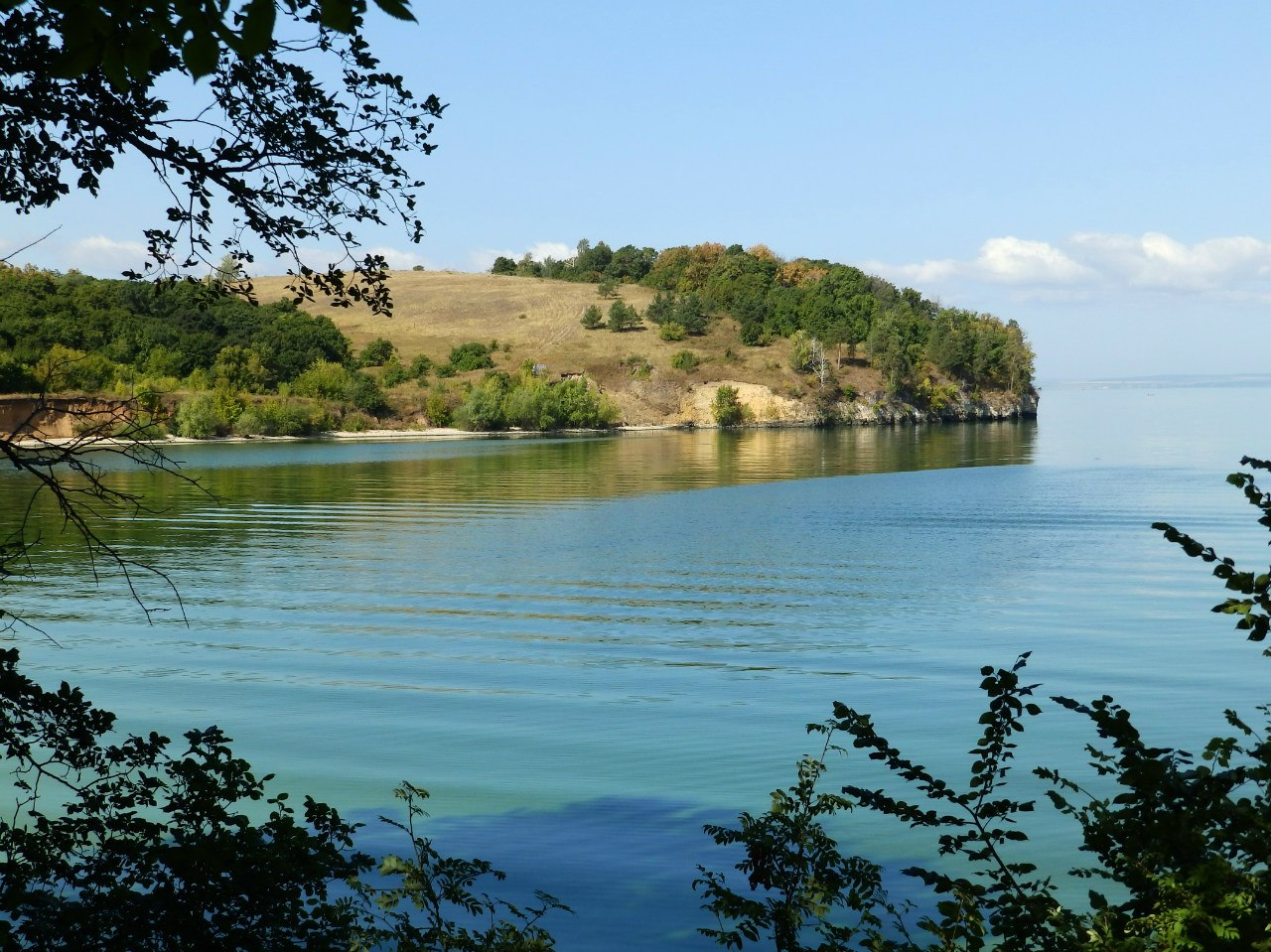
Usinsk Mound, extremo noroeste del parque
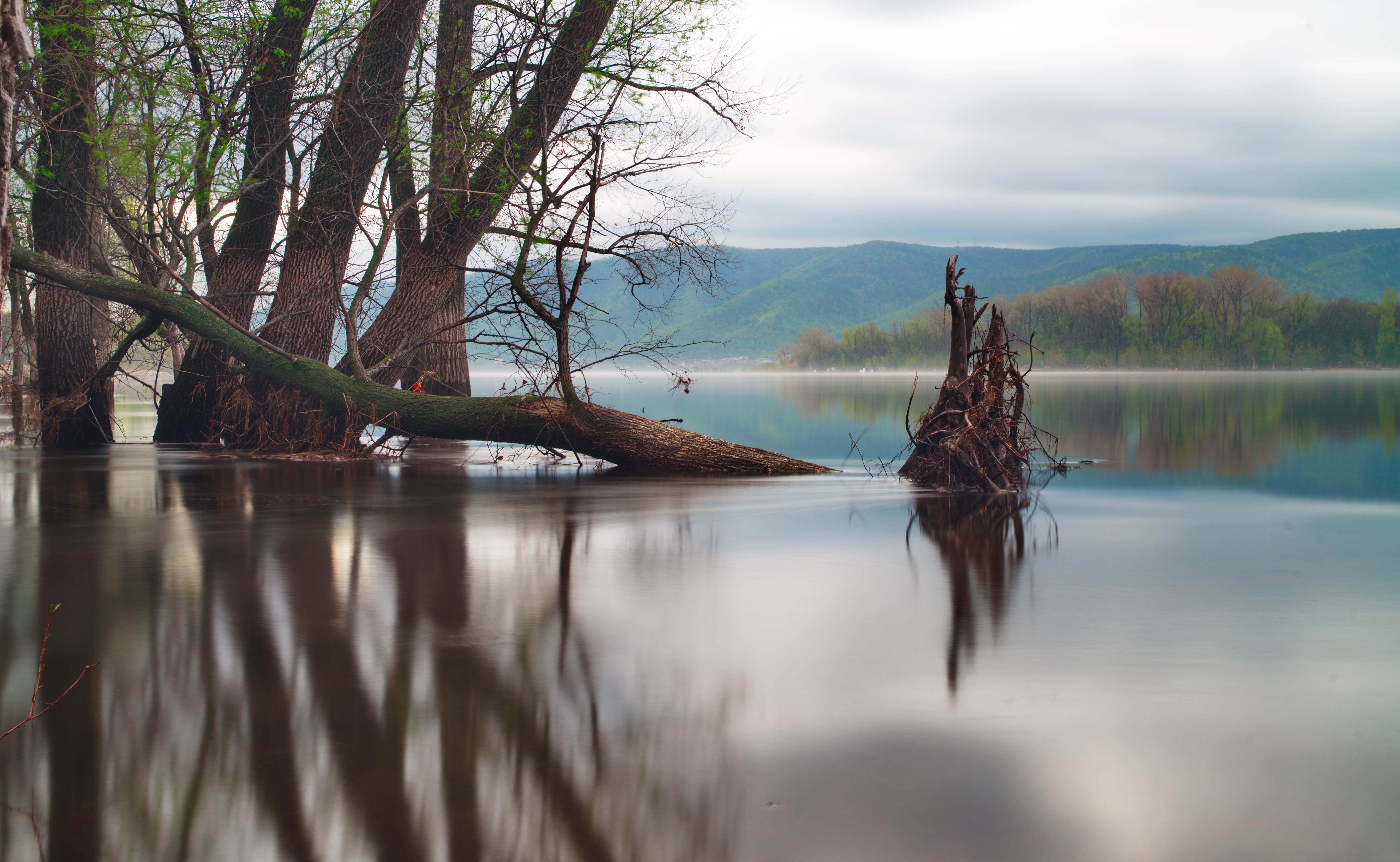
Freshet en el río Volga dentro del parque

Una característica notable de los vertebrados que viven en el parque es que el 30% de las especies habitan en el límite de sus rangos históricos. El resultado es que las especies de la taiga del norte, como el búho de los Urales (Strix uralensis), se pueden encontrar muy cerca de las especies de la estepa del sur, como el abejaruco europeo (Merops apiaster).

## Uso turístico

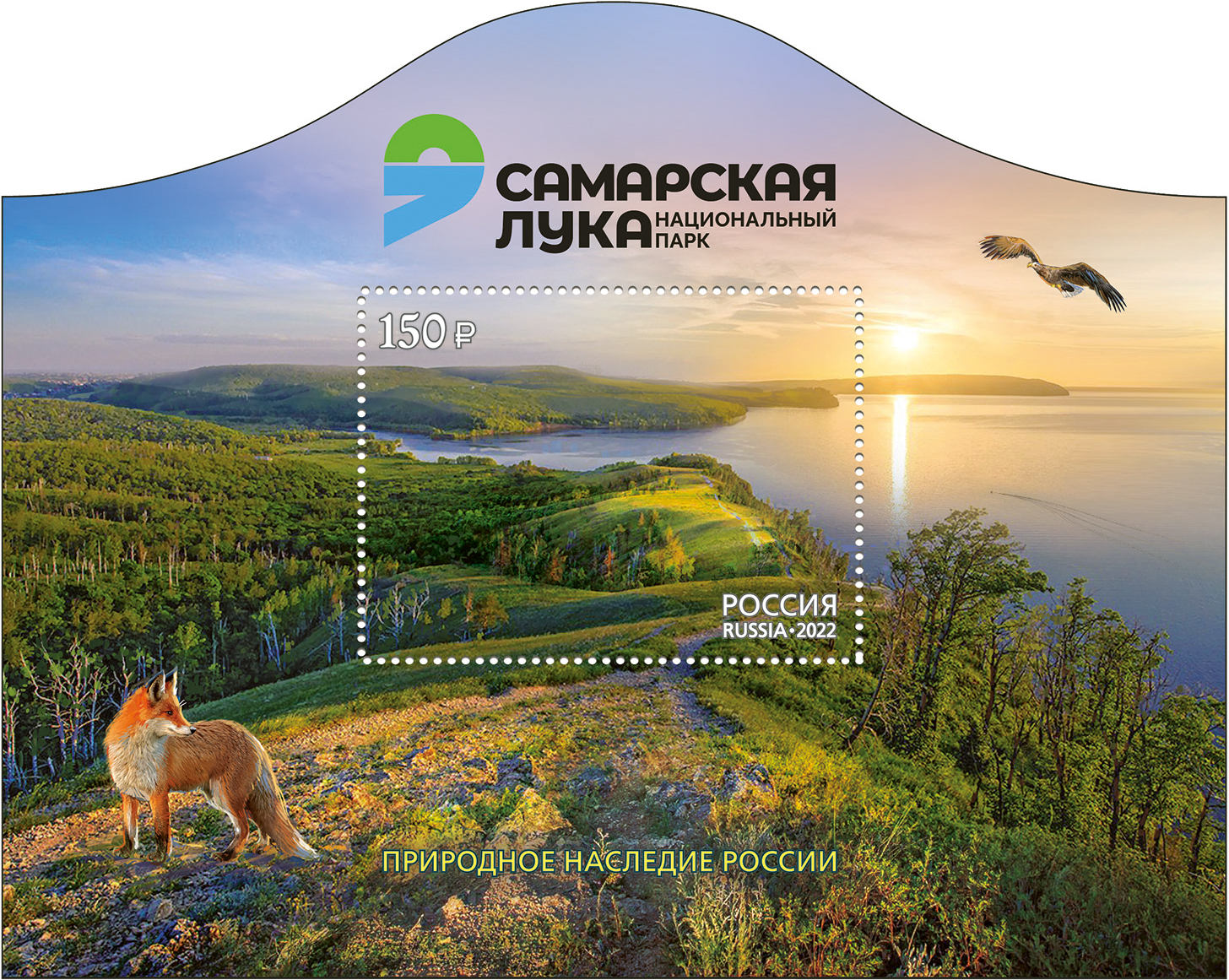
Sello postal de Rusia de 2022 que representa el Parque nacional de Samárskaia Luka, un zorro como símbolo del Parque y un águila de cola blanca.

El parque es popular entre los turistas para practicar senderismo y otras actividades recreativas. Los boletos se pueden comprar en las agencias de viajes de la zona; el sitio web del parque proporciona una lista. Las entradas para grupos y las visitas guiadas se deben concertar a través de la oficina de Samara. No se permite acampar ni hacer fogatas en los senderos y zonas protegidas del parque.
Los senderos y puntos de referencia populares incluyen:
- Molodetsky Kurgan. Una cresta de 200 metros de altura que corre a lo largo del Volga en el límite noroeste del parque.
- Deviat Hill. Un promontorio de piedra caliza en el extremo oeste de Molodetsky Kurgan.
- Usinsk Mound. Frente a Deviat Hill en una pequeña bahía.
- Stone Bowl Tract. Zona de depresiones de piedra caliza y fuentes minerales, con una pequeña capilla de San Nicolás (incluida en la ruta de peregrinación de los lugares sagrados de Samara).[8]
- Museum Tour. Hay seis museos en este sitio del parque, dedicados a las características culturales y naturales de la Curva de Samara y su historia.
- Witch Lake Trail.  2 km sendero ecológico, apto para niños, con carteles interpretativos sobre el entorno natural y los antiguos mitos de la región.
- Stephan Razan Caves. Cuevas de piedra caliza con historia y leyenda.